# Tomoka Inaba
Tomoka Inaba (稲葉ともか, Inaba Tomoka, nascida em 24 de julho de 2002) é uma lutadora profissional japonesa que trabalha atualmente para a Professional Wrestling Just Tap Out. Ela também é conhecida por trabalhar em outras promoções independentes, como Sendai Girls' Pro Wrestling e Pro Wrestling Wave.

## Carreira na luta livre profissional

### Professional Wrestling Just Tap Out (2019–presente)
Inaba fez sua estreia no wrestling profissional na Professional Wrestling Just Tap Out (conhecida como JTO) como uma das trainees de Taka Michinoku em 8 de julho de 2019, ao se juntar a Giulia e Kaori Yoneyama para derrotar Saori Anou, Rhythm e Koharu Hinata em uma luta de trios. No evento CMLL Lady's Ring, promovido pela JTO em parceria com o Consejo Mundial de Lucha Libre em 17 de setembro de 2019, Inaba fez dupla com Mima Shimoda e derrotou Maika e Sonya.

### Circuito independnete (2019–presente)
Inaba é conhecida por atuar como freelancer na cena independente japonesa.

### Pro Wrestling Wave (2020–presente)
Uma das promoções em que Inaba competiu foi a Pro Wrestling Wave. Sua primeira aparição aconteceu em um house show em 7 de julho de 2020, onde ela se juntou a Ayumi Hayashi e Suzu Suzuki para enfrentar Crea, Haruka Umesaki e Mikoto Shindo em uma luta que terminou em empate após o limite de quinze minutos. Inaba também participou de um dos eventos de destaque da promoção, o torneio Catch the Wave, fazendo sua estreia na edição de 2021. Ela competiu no "Potential Block" e acumulou um total de dois pontos após enfrentar Miyuki Takase, Mio Momono e Sakura Hirota. Além disso, Inaba venceu a edição de 2021 do torneio "Young Block Oh! Oh!", a divisão para novatas do Catch the Wave, ao conquistar o "Block A" com um total de cinco pontos, enfrentando Ami Miura, Ai Houzan e Shizuku Tsukata. Inaba derrotou Chie Ozora na final, realizada em 28 de maio.

### World Wonder Ring Stardom (2022–presente)
A primeira aparição de Inaba no ringue da World Wonder Ring Stardom ocorreu em 11 de março de 2022, no evento Stardom New Blood 1, criado para promover novos talentos. Nessa ocasião, ela fez dupla com Aoi como a equipe JTO, mas foi derrotada pelas integrantes do grupo Stars, Saya Iida e Hanan. Em 27 de março de 2022, na segunda noite do Stardom World Climax 2022, Inaba competiu em uma luta Cinderella Rumble, vencida por Mei Suruga, enfrentando adversárias notáveis como Unagi Sayaka, Mina Shirakawa, Lady C, Saki Kashima, entre outras. Inaba continuou a aparecer principalmente na série de eventos New Blood. No Stardom New Blood 2, em 13 de maio de 2022, ela fez dupla novamente com Aoi, mas foi derrotada por Hanan e Hina. No Stardom New Blood 3, em 8 de julho de 2022, ela formou uma equipe com Aoi e Misa Kagura, mas perdeu para o trio Stars (Hanan, Momo Kohgo e Saya Iida). No Stardom New Blood 4, em 26 de agosto de 2022, Inaba derrotou Hina na primeira luta da noite. Mais tarde no evento, durante uma luta entre God's Eye (Mirai e Ami Sourei) e Starlight Kid & Haruka Umesaki, Umesaki atacou Mirai com uma cadeira de aço, resultando em desqualificação. Após a luta, Inaba interveio para salvar God's Eye de um ataque da Oedo Tai, ganhando o respeito de Syuri e sendo oficializada como a nova integrante do grupo. No Stardom New Blood 5, em 19 de outubro de 2022, Inaba fez equipe com Mirai e Nanami, mas foi derrotada por Karma e Oedo Tai (Ruaka e Starlight Kid). No Stardom Gold Rush, em 19 de novembro de 2022, ela se juntou a Ami Sourei e Mirai, mas foi eliminada pela equipe Stars (Hazuki, Koguma e Mayu Iwatani) na primeira rodada de um torneio Moneyball. Inaba também participou do Goddesses of Stardom Tag League 2022, onde fez dupla com Syuri como a equipe Karate Brave. Elas competiram no "Red Goddess Block" contra várias duplas, incluindo AphrOditE (Utami Hayashishita e Saya Kamitani), Mafia Bella (Giulia e Thekla), meltear (Tam Nakano e Natsupoi), Black Desire (Momo Watanabe e Starlight Kid), Peach☆Rock (Mayu Iwatani e Momo Kohgo), We Love Tokyo Sports (Saki Kashima e Fukigen Death), e Mai Fair Lady (Mai Sakurai e Lady C).

## Títulos e prêmios
- Pro Wrestling Wave
  - Young Block Oh! Oh! (2021)
- Professional Wrestling Just Tap Out
  - Queen of JTO Championship (3 vezes)
  - JTO Girls Tag Team Championship (1 vez, inaugural, atual) – com Aoi
- Sendai Girls' Pro Wrestling
  - Sendai Girls Junior Championship (1 vez)[18]